# Jutský princ
Jutský princ (v anglickém originálu: Prince of Jutland) je koprodukční dramatický film z roku 1994. Režisérem filmu je Gabriel Axel. Hlavní role ve filmu ztvárnili Gabriel Byrne, Helen Mirren, Christian Bale, Brian Cox a Steven Waddington.

## Obsazení
| Gabriel Byrne     | Fenge      |
| Helen Mirren      | Geruth     |
| Christian Bale    | Amled      |
| Brian Cox         | Aethelwine |
| Steven Waddington | Ribold     |
| Kate Beckinsale   | Ethel      |
| Saskia Wickham    | Gunvor     |
| Tony Haygarth     | Ragnar     |
| Tom Wilkinson     | Hardvendel |
| Mark Williams     | Aslak      |
| Ewen Bremner      | Frovin     |